# 奥尔万河畔布伊
奥尔万河畔布伊（法語：Bouy-sur-Orvin，法語發音：[bwi syʁ ɔʁvɛ̃]）是法国奥布省的一个市镇，属于塞纳河畔诺让区。

## 地理
奥尔万河畔布伊（48°24'45"N, 3°29'54"E）面积6.7 平方千米，位于法国大東部大區奥布省，该省份为法国中北部省份，北起马恩省，西接塞纳-马恩省，西南至约讷省，东南至科多尔省，东临上马恩省。
与奥尔万河畔布伊接壤的市镇（或旧市镇、城区）包括：阿旺莱马西伊、方丹马孔、丰特奈德博斯里、索利尼莱塞唐、特赖内勒。

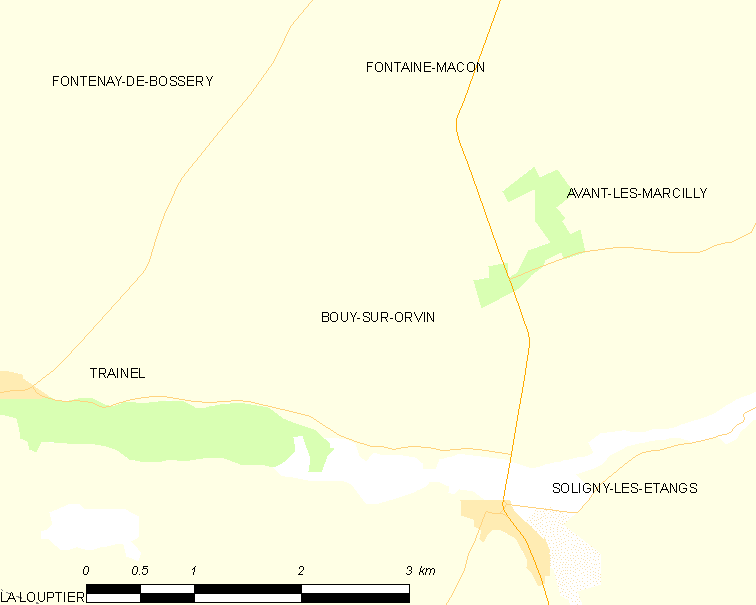
奥尔万河畔布伊的OSM定位图

奥尔万河畔布伊的时区为UTC+01:00、UTC+02:00（夏令时）。

## 行政
奥尔万河畔布伊的邮政编码为10400，INSEE市镇编码为10057。

## 政治
奥尔万河畔布伊所属的省级选区为塞纳河畔诺让县。

## 人口

1962-2008年间奥尔万河畔布伊人口变化图示

奥尔万河畔布伊于2022年1月1日时的人口数量为54人。